# Sapitwa
Sapitwa är ett 3 002 meter högt berg i Mulanje Mountains i Malawi och landets högsta punkt. Det ligger i södra delen av landet utanför Blantyre, nära gränsen till Moçambique. På det lokala språket chichewa betyder sapitwa "gå inte".